# Helsdingen
Helsdingen is een buurtschap behorende tot de gemeente Vijfheerenlanden, in de provincie Utrecht. Het ligt ten westen van de stad Vianen aan de A2. Ook voor de postadressen valt Helsdingen onder Vianen.
Aan de Helsdingense voorweg staat de voormalige Kapel van Helsdingen. Deze werd vermoedelijk in de 12e of 13e eeuw gesticht door monniken van de Sint-Laurentiusabdij van Oostbroek. In de 12e eeuw is sprake van een curtis (uithof) in 'Hulsdinhen'. Het huidige gebouw is afgaand op de bouwkenmerken vermoedelijk gebouwd in de 15e eeuw. Ergens daarna is de kapel verbouwd tot woning. Er zijn geen historische bronnen over de tijd als kapel bekend.